# اچ‌ام‌اس امپراتوری اسپیرهد
اچ‌ام‌اس امپراتوری اسپیرهد (به انگلیسی: HMS Empire Spearhead) یک کشتی بود که طول آن ۳۹۶ فوت ۵ اینچ (۱۲۰٫۸۳ متر) بود. این کشتی در سال ۱۹۴۳ ساخته شد.